# Pueblo guang
La etnia guang, también conocida como guan, gwan, gonja, ngbanya es un pueblo pre-akan. Habitan en el centro y norte de Ghana, en un territorio que se extiende desde Gondja, en la región septentrional, hasta Krakye y Larteh, en la región oriental y Senya Bereku en la región central. En Togo se encuentran algunas comunidades guang. Representan el 3,7% de la población de Ghana, aproximadamente 1.200.000 personas.
Eran conocidos como kodiabe, por cultivar aceite de palma. La lengua guang está emparentada con la akan. Es una variedad de las lenguas kwa de la familia lingüística Níger-Congo. La lengua guang está presente en Ghana y Costa de Marfil.
Sobre 1591 participaron en la fundación del reino Gondja (Gonja), que conquistó los territorios de los konkomba, bo y bassari. Se especializaron en el comercio de marfil, kola, ganado, sal y esclavos. Desarrollaron una cerámica vidriada al humo. A pesar de haber convivido con otros pueblos mantuvieron su identidad étnica y lingüística. Su economía se sirve de las explotaciones agrícolas y ganaderas.

## Historia
Se cree que los guang emigraron de la región de Mossi en la actual Burkina Faso  alrededor del año 1000 d. C. En oleadas atravesaron el valle del Volta en dirección sur. A medida que avanzaban crearon asentamientos a lo largo del Volta Negro, en las llanuras de Afram, en el desfiladero del Volta, en las colinas de Akwapim, antes de culminar la marcha en las llanuras costeras.
Otra teoría del poblamiento de Ghana sostiene que la etnia guang se formó en base a la población neolítica que ya habitaba el territorio más la influencia de las migraciones de los pueblos akan, ewe y ga-adangbe. Estos pueblos se habrían integrado en distintos enclaves a lo largo del Volta y las llanuras costeras dando origen a la lengua guang.
Acuerdan que las influencias entre grupos y etnias afectó la cultura guang. Por ejemplo el pueblo efutu habla un dialecto guang,  pero han adoptado (con modificaciones) la versión fante de algunas instituciones de la etnia akan y el uso de algunas palabras fante en sus rituales. En cuanto a los otros subgrupos guang, los anum-boso hablan un dialecto ewe local, mientras que los larteh y kyerepong tienen costumbres similares a los grupos akwapim.
Constituyendo aproximadamente una cuarta parte de la etnia guang, los gondja del norte también han sido influenciados por otros grupos. Los gondja están gobernados por miembros de una dinastía, probablemente de origen mande. El área está poblada por una variedad de grupos, algunos de los cuales no hablan guang. La dinastía gobernante, sin embargo, habla guang, al igual que un número considerable de súbditos. Finalmente, aunque ni los gobernantes ni la mayoría de los súbditos son musulmanes, un grupo de seguidores del islam acompañó a los invasores mande y desde entonces han ocupado una posición especial como escribas y comerciantes.
El pueblo gondja fundó en el siglo XVI un reino al norte de Ghana, en el área sobre la confluencia de los ríos Volta Blanco y Negro. El pequeño estado gozó de un gran dinamismo comercial que lo sostuvo hasta el siglo XVIII cuando el imperio asante lo conquistó.  Aunque el comercio a larga distancia condujo al desarrollo de mercados importantes, los gondja continuaron practicando una agricultura de subsistencia.

## Pueblos guang
- Pueblo abeas
- Pueblo anum-boso: son un pueblo agrícola-ganadero. Sus comunidades están en el noroeste de Ghana.[11]
- Pueblo cherepon: habitan al norte de Larteh, región de Akwapin. Tienen explotaciones de aceite de palma. Practican la ganadería.[12]
- Pueblo efutu (afutus, fetus o futus) son un subconjunto guang que habita en la Región Central, especialmente cerca de Cape Coast, donde se encuentra la ciudad de Efutu. Aunque son guang, comúnmente se clasifican como fantes por la asimilación a la que fueron sujetos con la expansión de estos últimos.[13]
- Pueblo gonjda: fundaron el reino Gondja en el siglo XVI en la actual frontera Ghana-Burkina Faso. Gobernados por una dinastía mande musulmana se expandieron gracias al comercio de oro, kola y esclavos. Fueron conquistados por el imperio asante en 1732[10]
- Pueblo krakye (kratye): Sus comunidades se asientan al noreste del río Volta.  Formaron un pequeño estado conquistado por los asante en 1744. Son un pueblo agrícola-ganadero.[14]
- Pueblo kranchi (krache). Viven en la península situada entre el río Volta y el brazo del río Oti en el lago Volta, al este de Ghana. Sus recursos son la agricultura, la ganadería y la pesca.[15][14]
- Pueblo kyerepong
- Pueblo larteh: Habitan en los alrededores de la ciudad de igual nombre, al sureste de Ghana. Tienen plantaciones de café y ganadería.[16]
- Pueblo nawuri: Viven en el noroeste de Ghana. Son agricultores y ganaderos.[17]
- Pueblo nkonya: viven en el sureste de Ghana. Practican la ganadería y una agricultura de subsistencia ampliada con plantaciones de aceite de palma.[18]